# Galați
Galați és una ciutat de l'est de Romania, capital de la província homònima. Segons el cens de 2002, la ciutat tenia 298.861 habitants, fet que la situava com la setena ciutat més gran del país.

## Origen del nom
El nom de Galați sembla derivar del mot cumà galat, el qual, al seu torn, és una adaptació de l'àrab qal'at (fortalesa). Tot i així, també es consideren altres etimologies, com ara bé el serbi galac. Malgrat tot, l'arrel galat és força comuna a diversos indrets de la zona, molts dels quals presenten un indubtable origen cumà; n'és un clar exemple el Llac Gălățui, que incorpora el sufix cumà ui, traduït com aigua.
Considerant el nom Galatia com una derivació de Gàl·lia, hom reconeix també un possible però poc probable origen celta. Aquesta teoria es recolza en l'antic territori de Galítsia, a l'actual Ucraïna, i la seva capital, Hàlitx. Altres noms similars amb el suposat mateix origen serien la ciutat russa de Gàlitx i la regió de Galàcia, a l'actual Turquia.

## Població
| Evolució de la població de Galați |          |       |
| Any                               | Població | ±%    |
| 1900                              | 62,678   |       |
| Cens 1912                         | 71,641   | 14,3% |
| Cens 1930                         | 100,611  | 40,4% |
| Cens 1948                         | 80,411   | −20%  |
| Cens 1956                         | 95,646   | 18,9% |
| Cens 1966                         | 151,412  | 58,3% |
| Cens 1977                         | 238,292  | 57,3% |
| Cens 1992                         | 326,141  | 36,8% |
| Cens 2002                         | 298,861  | −8,3% |
| Estimació 2007                    | 293,523  | −1,7% |

D'acord amb el darrer cens efectuat, el 2002, a la ciutat residien 298.861 persones, fet que suposa un lleuger descens respecte de les dades del cens anterior, de 1992. Segons aquest document, l'estructura ètnica de la ciutat era la reflectida a continuació:
- Romanesos: 99,01%
- Gitanos: 0,49%
- Lipovans: 0,09%
- Grecs: 0,08%
- Hongaresos: 0,06%
- Altres: 0,27%

Des de fa força dècades, les autoritats municipals i el govern central han cercat la formació d'una àrea metropolitana amb la propera ciutat de Brăila. Tot i així, mai s'ha arribat a un acord definitiu entre totes les administracions implicades.

## Història
La primera referència de la ciutat de la qual es té constància es remunta a l'any 1445. La població es va mantenir com un petit nucli a la riba del Danubi fins que el 1789 fou un dels escenaris de la guerra entre l'Imperi Otomà i Rússia. Aquell any, la ciutat fou conquerida i cremada per les tropes del general rus Mikhaíl Kamenski.
El 1907, Galați i la seva contrada fou l'escenari d'una revolució de camperols, que fou derrotada per l'armada romanesa. El 1917, la ciutat formà part, amb Focşani, de l'anomenada Línia Siret, un conjunt defensiu contra les Potències Centrals. Ja a la Segona Guerra Mundial, la ciutat havia de tornar a formar part d'una línia defensiva similar, ara contra l'avanç de l'Exèrcit Roig. El cop d'Estat del 23 d'agost de 1944 i l'aliança de Romania amb les forces aliades va inutilitzar aquesta defensa.
Greument destruïda pels bombardejos de la guerra (fins al 90% de la ciutat fou arrasada per la Luftwaffe alemanya), la ciutat fou reconstruïda a partir de 1945 segons el model del nou règim comunista. Així, Galaţi es convertí en poc més de vint anys en un important centre industrial de Romania. Tot i així, l'emigració i la crisi han afectat la seva població en les dues darreres dècades, alhora que les inundacions per les crescudes del Danubi han castigat la ciutat amb força el 2005 i el 2010.

## Economia
La ciutat disposa de la indústria siderúrgica més gran de tota Romania. Al mateix temps, el port de Galaţi, a les ribes del Danubi, allotja les drassanes més grans del país, beneficiant-se alhora de la indústria de la ciutat i del bon accés de la mateixa a la mar Negra.
La ciutat és, també, un dels punts fronterers més importants, per la seva proximitat a la República de Moldàvia.

## Ciutats agermanades
La ciutat de Galaţi està agermanada amb les localitats de:
- Coventry, Anglaterra, des de 1963
- Pireu, Grècia, des de 1985
- Wuhan, Xina, des de 1987
- Pessac, França, des de 1991
- Puerto Limón, Costa Rica, des de 1992
- Hammond, Estats Units, des de 1997
- Mikolaiv, Ucraïna, des de 2002
- Odessa, Ucraïna, des de 2002
- Sebastòpol, Ucraïna, des de 2002
- Ialta, Ucraïna, des de 2002
- Ancona, Itàlia
- Jesi, Itàlia, des de 2003
- Scottsbluff, Estats Units, des de 2007
- Bombai, Índia, des de 2007
- Bríndisi, Itàlia, des de 2007

## Galeria d'imatges

Catedral ortodoxa de Galaţi
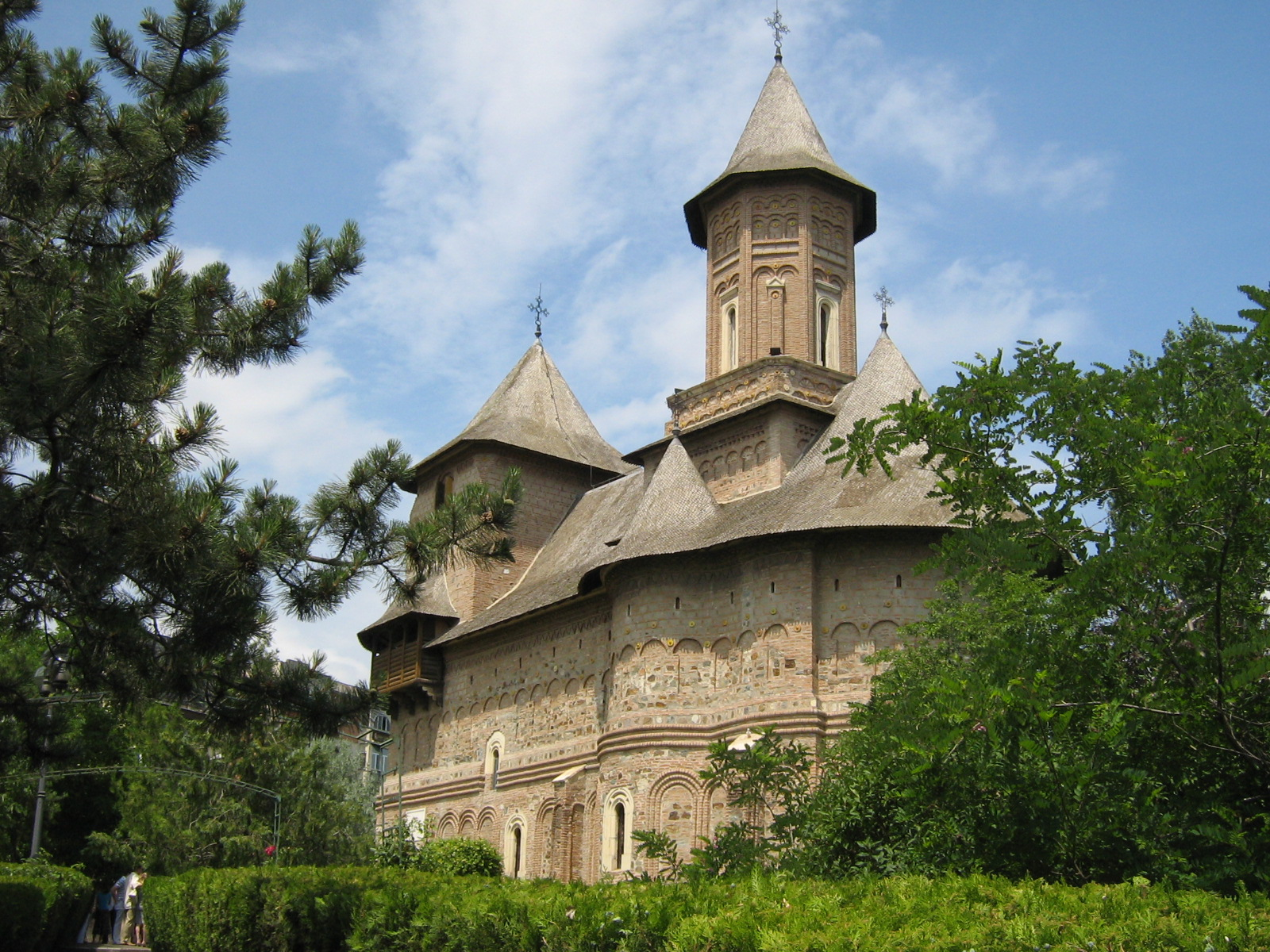
Església de Precista
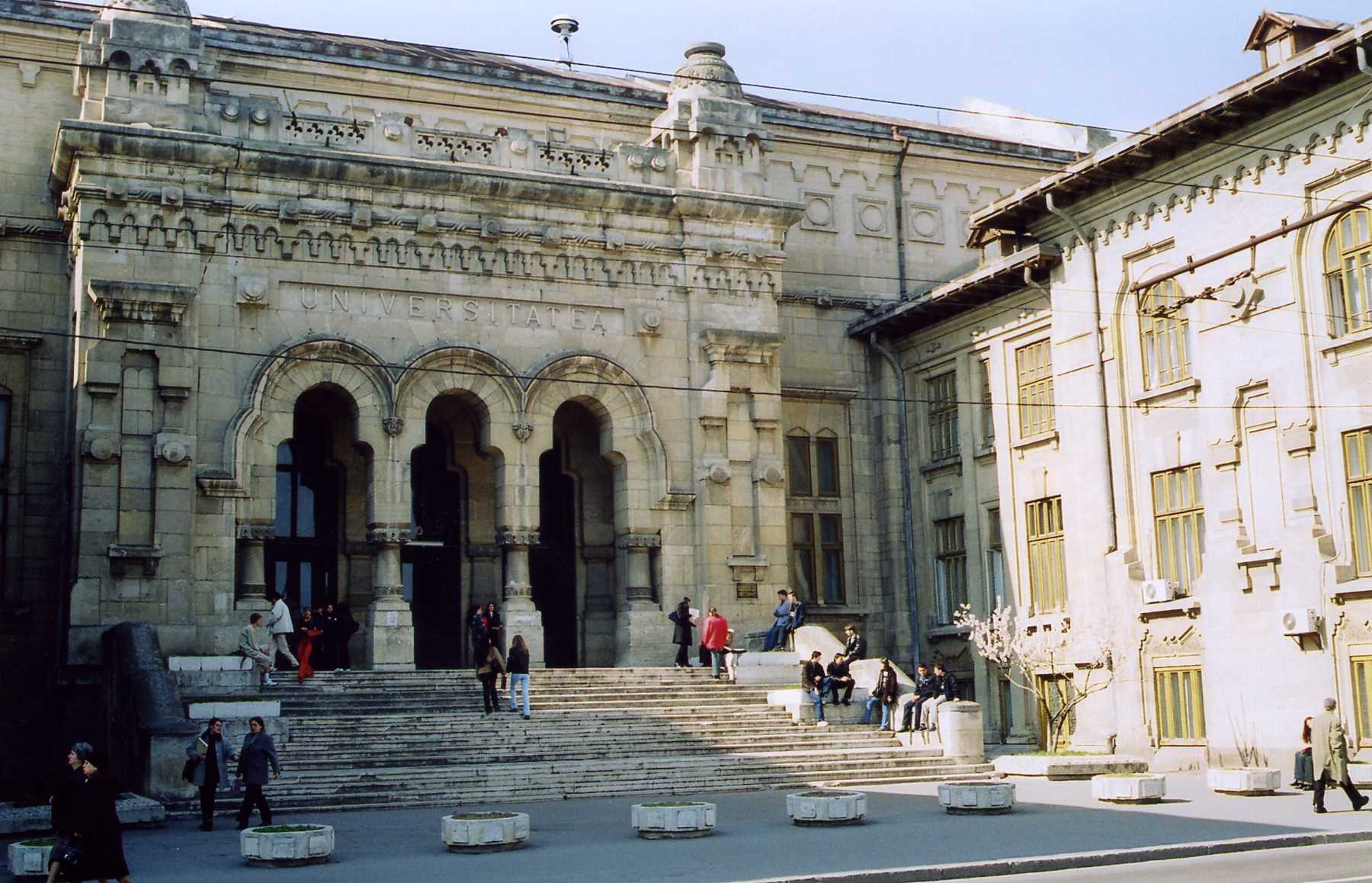
Universitat de la ciutat
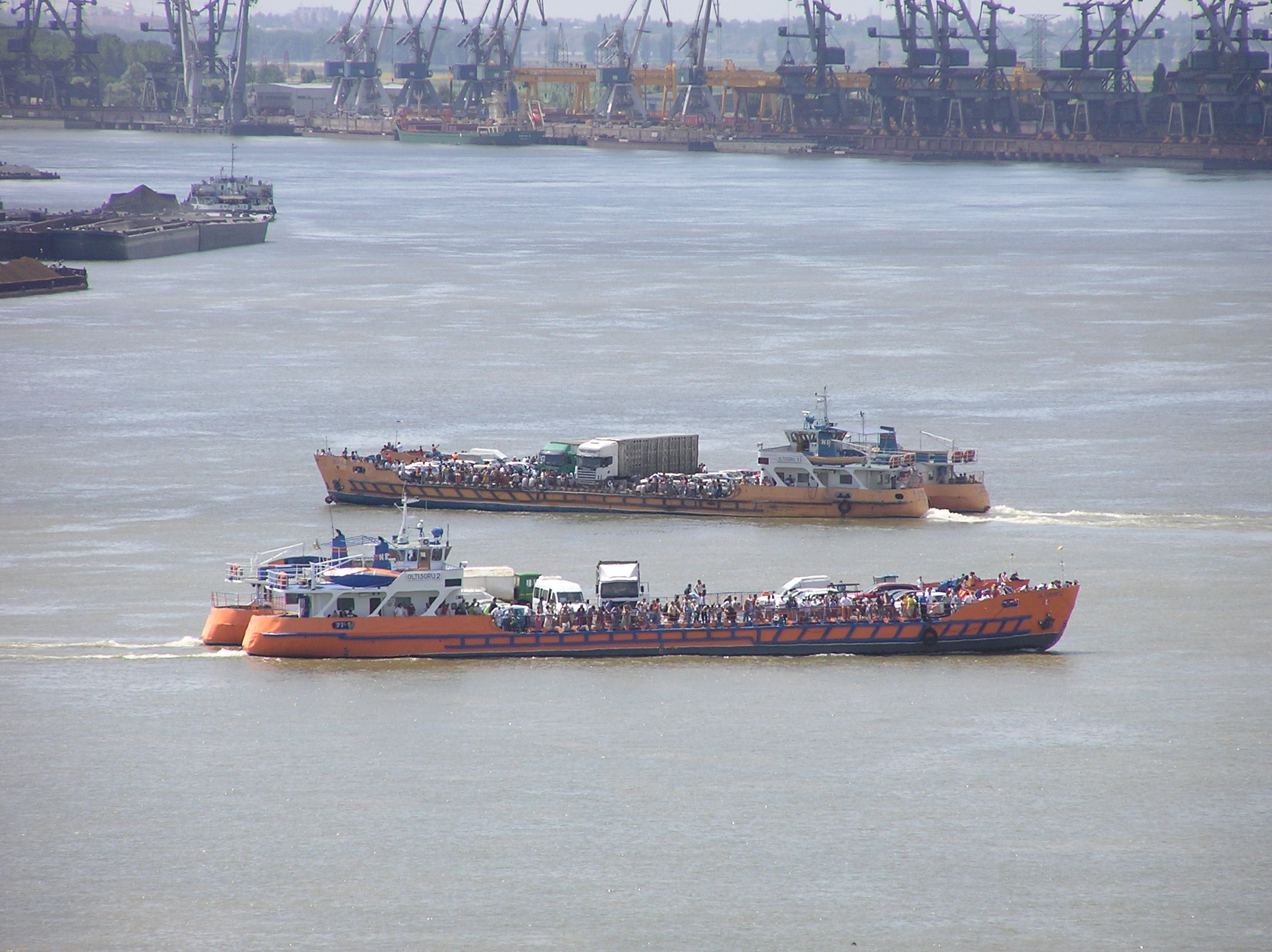
Navegació al port fluvial de Galaţi